# The 4-Skins
The 4 Skins va ser un dels primers grups de música oi!. Es va fundar l'any 1979 i es va separar el 1984. Estava format per quatre joves skinheads, força controvertits pels seus plantejaments i suposadament violents. Les seves lletres tocaven temes de la vida diària, problemes socials, conflictes, repressió policial i amistat. Alguns temes seus com «A.C.A.B.» (All Cops Are Bastards) han passat a la història del moviment skinhead.

## Discografia

### Compilacions d'oi!
- «Wonderful World», «Chaos» – Oi! The Album (EMI, 1980)
- «1984», «Sorry» – Strength Thru Oi! (Decca Records, 1981)
- «Evil» – Carry On Oi! (Secret Records, 1981)
- «On The Streets» – Son Of Oi! (Syndicate Records, 1983)
- «Clocwork Skinhead, Plastic Gangster, Summer Holiday» - Lords Of Oi! (Dressed To Kill, 1997)

### Senzills/EP
- One Law For Them / Brave New World (Clockwork Fun (CF 101), 1981)
- Yesterdays Heroes / Justice/Get Out Of My Life (Secret Records (SHH 125), 1981)
- Low Life / Bread Or Blood (Secret Records (SHH 141), 1982)

### Àlbums
- The Good, The Bad & The 4-Skins (Secret Records (SEC 4), 1982)
- A Fistful Of...4-Skins (Syndicate Records (SYN 1), 1983)
- From Chaos to 1984 (Directe) (Syndicate Records (SYN LP 5), 1984)

### Recopilatoris
- A Few 4-Skins More, Vol.1 (Link Records, 1987)
- A Few 4-Skins More, Vol.2 (Link Records, 1987)
- The Wonderful World Of The 4-Skins (1987)
- The Best Of 4-Skins (1989)
- Clockwork Skinhead (2000)
- Singles & Rarities (Captain Oi! Records, 2000)
- The Secret Life of the 4-Skins (Captain Oi! Records, 2001)